# Stockage intersaisonnier de chaleur
Le stockage saisonnier d'énergie thermique, stockage thermique intersaisonnier (ou STES pour seasonal thermal energy storage) est le stockage de chaleur ou de froid pour des périodes pouvant aller jusqu'à quelques mois. L'énergie thermique peut être recueillie partout où elle est disponible et être utilisée quand on en a besoin. Ainsi, la chaleur des capteurs solaires, la chaleur perdue des équipements d'air conditionné ou des processus industriels peut être collectée pendant la saison chaude et utilisée pour le chauffage quand elle est nécessaire, y compris pendant les mois d'hiver. Inversement, le froid hivernal peut être stocké pour le conditionnement d'air estival,
Les systèmes de stockage STES peuvent desservir aussi bien des réseaux de chaleur que des habitations ou des complexes isolés. Les stockages saisonniers utilisés pour le chauffage affichent des températures annuelles maximales allant de 27 à 80 degrés Celsius, et la différence de température dans le stockage au cours de l'année peut atteindre plusieurs dizaines de degrés. Certains systèmes font appel à des pompes à chaleur qui aident à charger et décharger le stockage pendant tout ou partie du cycle. Pour le refroidissement, seules des pompes à circulation sont utilisées.
Des exemples de réseau de chaleur sont fournis par la communauté solaire de Drake Landing où le stockage dans le sol fournit 97 % de la consommation annuelle sans aucun recours aux pompes à chaleur, et le stockage danois avec assistance.

## Technologies STES
Il y a plusieurs types de technologies STES, qui couvrent un vaste domaine d'applications allant de simples bâtiments à de grands réseaux de chaleurs. En général, l'efficacité et le coût spécifique de construction diminuent avec la taille.

### Stockage d'énergie thermique souterrain

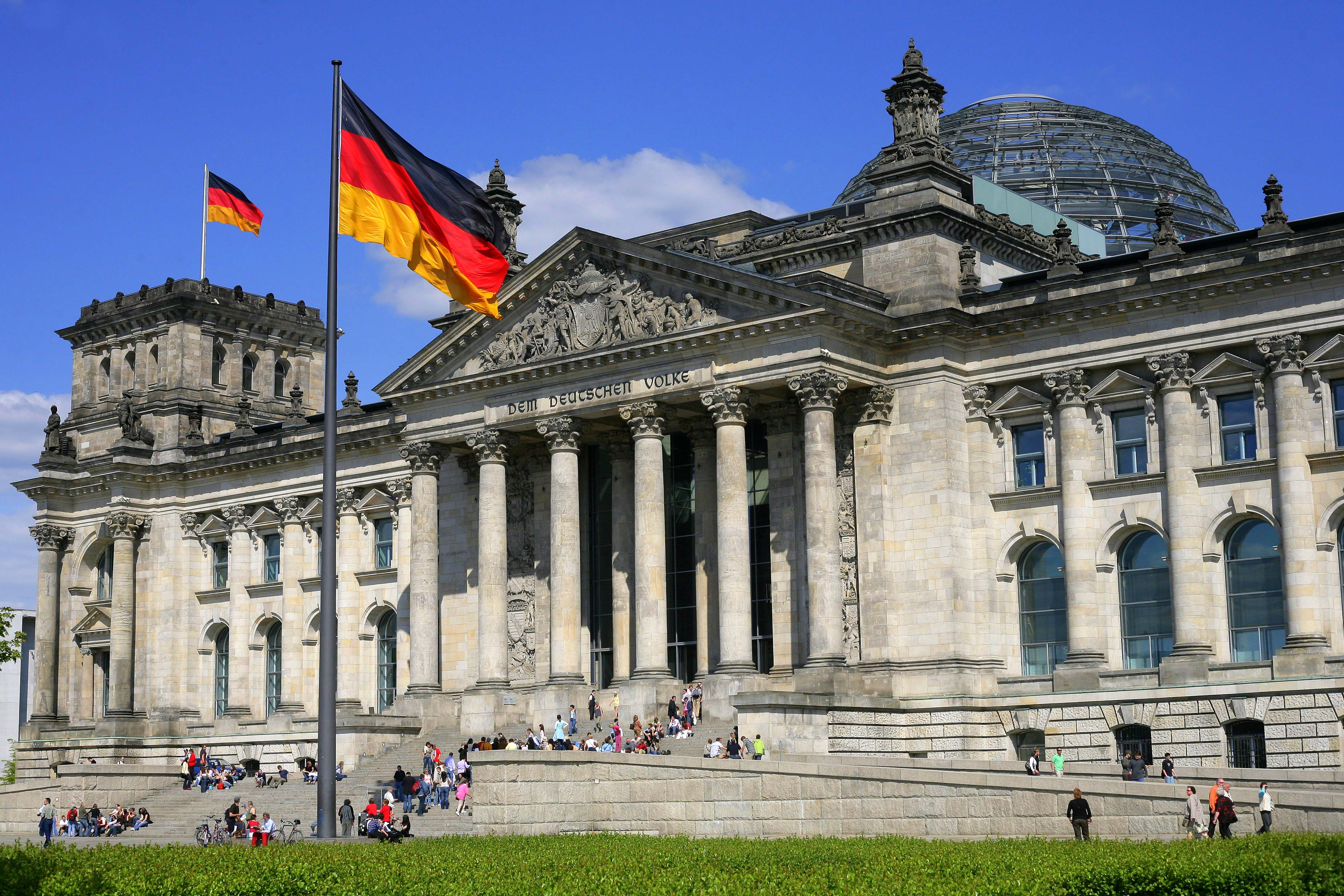
Reichstag à Berlin, Allemagne.

#### UTES (underground thermal energy storage)
Pour lequel le moyen de stockage peut être constitué de strates géologiques composées de terre ou de sable, ou de roches solides. Les technologies UTES technologies comprennent :
- ATES (aquifer thermal energy storage). Un stockage ATES est composé d'un doublet comprenant deux puits ou plus, reliés à un aquifère profond pris en sandwich entre couches géologiques imperméables. La première partie du doublet est destinée à l'extraction d'eau, et la seconde partie sert à la réinjection, de telle sorte que l'aquifère est constamment en état d'équilibre hydraulique. C'est l'eau elle-même qui assure le stockage de la chaleur (ou du froid). Le bâtiment du Reichstag à Berlin est ainsi chauffé et refroidi depuis 1999 à l'aide de deux aquifères à des profondeurs différentes [7] Aux Pays-Bas, il y a plus de 1000 systèmes ATES en service, à tel point que c'est maintenant une option standard en construction[8],[9]. Un tel système fonctionne aussi au Richard Stockton College (New Jersey, États-Unis) depuis plusieurs années [2]. L'ATES coûte moins cher à l'installation que le BTES car il y a souvent moins de puits à forer. En outre, ATES a un coût de fonctionnement plus élevé et nécessite des conditions géologiques particulières ;
- BTES (borehole thermal energy storage). Des stockages BTES peuvent être construits partout où des sondes géothermiques peuvent être implantées. Des stockages de chaleur saisonniers à haute température peuvent être créés en ayant recours à des champs de sondes géothermiques pour stocker le surplus de chaleur estivale et ainsi augmenter la chaleur de vastes domaines souterrains (thermal banks en anglais). Ainsi, la chaleur peut être extraite plus aisément et à meilleur prix pendant la période hivernale. Le transfert de chaleur inter-saisonnier[10] utilise de l'eau qui circule dans des tuyaux pris dans des capteurs solaires en asphalte pour transférer la chaleur à des domaines souterrains (thermal banks en anglais)[11] créés à partir de champ de sondes géothermiques. Les systèmes BTES sont composés d'une à plusieurs centaines de sondes géothermiques verticales (typiquement de 155 mm de diamètre). Des systèmes de toute taille ont été construits, y compris plusieurs assez grands [12],[13],[14]. Les strates peuvent aller du sable aux roches cristallines, et la profondeur peut aller de 50 m à 300 m. Les espacements entre les sondes géothermiques vont de 3 m à 8 m. Des modèles thermiques peuvent être utilisés pour prévoir la variation de température dans le sol, y compris l’établissement d'un régime de température stable obtenu en faisant le bilan des entrées et des sorties de chaleur sur un ou plusieurs cycles annuels. Une pompe à chaleur est utilisée en hiver pour extraire la chaleur du domaine souterrain thermal bank destinée au chauffage grâce à un sol chauffant. On obtient un haut coefficient de performance car la pompe à chaleur commence avec une température de 25 °C au lieu des 10 °C généralement rencontrés dans le sous-sol [15]. Un stockage BTES en fonctionnement au Richard Stockton College depuis 1995 d'une température maximale de 29 °C comprend 400 sondes géothermiques à 130 m de profondeur sous un parc de stationnement. Il présente une perte de 2 % sur six mois[16]. La température maximale pour un stockage BTES est de 85 °C à cause de la caractéristique des tuyaux PEX des sondes géothermiques, mais la plupart n'approchent même pas cette limite. Les puits peuvent être remplis d'eau ou de coulis en fonction des conditions géologiques, et ont généralement une durée de vie supérieure à cent ans. Un stockage BTES et son réseau de chaleur associé peuvent être étendus petit à petit après le début des opérations, comme ce fut le cas à Neckarsulm en Allemagne[17]. Les stockages BTES n'empêchent généralement pas d'utiliser le sol en surface, et peuvent exister sous les bâtiments, les parcs de stationnement ainsi que les champs à usage agricole. Un exemple illustre parfaitement ce que BTES peut faire en matière de stockage intersaisonnier de la chaleur : il s'agit de Communauté solaire de Drake Landing ;
- CTES (cavern thermal energy storage). Des stockages STES sont possibles dans des mines ennoyées, des chambres souterraines créées explicitement à des fins de stockage thermique, ou d'anciens réservoirs de pétrole (par exemple ceux creusés dans des roches cristallines en Norvège), pour peu qu'ils se trouvent près d'une source de chaleur (ou de froid) et que le marché économique existe à proximité [18] ;
- piliers énergétiques : Pendant la construction, des échangeurs de chaleur similaires à ceux utilisés dans le cas des BTES sont installés dans les armatures des piliers puis coulés dans le béton. Les piliers et les zones environnantes jouent le rôle de zone de stockage (thermal bank).

### Techniques en surface

#### Stockage en puits
Ce sont des puits peu profonds et alignés remplis d'eau et de gravier, comme on en rencontre au Danemark. Ils sont recouverts d'un isolant, et de terre. Le cas d'école danois se trouve à Marstal et fournissait initialement 20 % de la chaleur annuelle du village, et maintenant 40 % . Le plus grand stockage en puits au monde a une capacité de 200 000 mètres cubes et se trouve au Danemark. Il couvre 50 % du plus grand réseau de chaleur solaire au monde ,, , ,.

#### Large-scale water storages
Les réservoirs de stockage d'eau STES peuvent être construits sous la terre, isolés, et ensuite recouverts de terre.

#### Échangeurs de chaleur horizontaux
Pour de petites installations, un petit échangeur de chaleur fait d'un tube en plastique peut être enfoui à faible profondeur pour créer un STES .

#### Bâtiments partiellement enterrés
Avec un stockage de chaleur passif dans le sol attenant.

## Utilisation de STES pour de petits bâtiments chauffés de façon passive
Les petits bâtiments chauffés de façon passive utilisent typiquement le sol attenant comme stockage intersaisonnier de basse température qui atteint la température moyenne de l'air dans un cycle annuel et dont la température est abaissée en hiver pour pouvoir assurer le chauffage. De tels systèmes sont un aspect du concept de construction en ce sens que quelques différences simples mais d'importance sont nécessaires par rapport aux constructions traditionnelles. À une profondeur d'environ 6 m, la température du sol est naturellement stable en cycle annuel, si la chaleur extraite ne dépasse pas la capacité naturelle de 'restauration' solaire de la chaleur. De tels stockages fonctionnent dans une zone restreinte de température en cycle annuel, au contraire d'autres systèmes STES décrits plus haut où de grandes différences de température annuelle sont désirées.
Deux technologies fondamentales de constructions solaires passives furent utilisées aux États-Unis dans les années 1970. Elles font appel à la conduction de chaleur vers et à partir de sol isolé de l'humidité et isolé thermiquement comme réservoir de chaleur Thermal Bank avec conduction directe comme méthode de retour de la chaleur. Dans le cas de la méthode dite « stockage passif annuel de la chaleur » PAHS (en anglais  passive annual heat storage)   les fenêtres et autres surfaces extérieures du bâtiment capturent la chaleur solaire qui est conduite par conduction par les planchers, les murs (et parfois) le toit vers le sol attenant.
Quand les espaces intérieurs sont plus froids que l’élément de stockage, la chaleur est reconduite vers l'espace de vie  ,  L'autre méthode dite Solaire thermique annualisé (AGS en anglais annualized geothermal solar) utilise un capteur solaire séparé pour capturer la chaleur. La chaleur collectée est transmise à un dispositif de stockage (sol, lit de gravier ou réservoir d'eau) soit passivement par conduction, soit par convection ou water tank) ou activement. Cette méthode est généralement mise en œuvre quand il faut chauffer pendant six mois.
Parmi les exemples que l'on peut trouver à travers le monde, nous pouvons citer Suffolk One (en) et Communauté solaire de Drake Landing. À Brædstrup , au Danemark, quelque 8 000 mètres carrés de capteurs solaires sont utilisés pour recueillir 4 millions de kWh/an stockés dans un ensemble de 50 sondes profondes.

### Ingénierie liquide
L'architecte Matyas Gutai a obtenu une subvention de l'UE pour la construction d'une maison en Hongrie dont les murs sont remplis d'eau reliée à des réservoirs souterrains de stockage de chaleur. Le tout est contrôlé par des microprocesseurs.

## Petits bâtiments avec des réservoirs d'eau STES
Un grand nombre de maisons et de petits appartements ont fait la démonstration de la combinaison de capteurs solaires montés sur les toits et de grands réservoirs d'eau pour le stockage de la chaleur. Des températures de stockage de 90 degrés Celsius sont suffisantes pour chauffer aussi bien la maison que l'eau chaude sanitaire. Le premier exemple fut MIT Solar House #1, en 1939, suivie, jusque dans les années 1970, par les versions #2 à #6 ; aucun de ces modèles ne donna satisfaction.
Un bâtiment de huit appartements à  Oberburg en Suisse fut construit en 1989, comprenant trois réservoirs d'une capacité totale de 111 mètres cubes stockant plus de chaleur que ce dont a besoin le bâtiment.
À Berlin, en Allemagne, la Nullheizenergiehaus, construite en 1997, stocke de l'eau à 90 degrés Celsius dans un réservoir sis au sous-sol.
Un exemple similaire est fourni par un prototype de 2009 construit en Irlande. Le solar seasonal store consiste en un réservoir de 23 mètres cubes rempli d'eau, qui a été installé en surface, très bien isolé, pour stocker la chaleur produite par des capteurs solaires tubulaires. Il s'agit d'une expérience pour chauffer la première maison préfabriquée passive au monde.